# Eustachów
Eustachów is een plaats in het Poolse district  Kielecki, woiwodschap Święty Krzyż. De plaats maakt deel uit van de gemeente Łopuszno en telt 400 inwoners.